# Pan-Aszur-lamur
Pan-Aszur-lamur (akad. Pān-Aššur-lāmur, zapisywane migi-Aš-šur-igi, tłum. „Niechaj zobaczę oblicze Aszura!”) – wysoki dostojnik za rządów asyryjskich królów Salmanasara IV (782-773 p.n.e.) i Aszur-dana III (772-755 p.n.e.). Za rządów pierwszego sprawował urząd gubernatora Aszur (šakin māti), a za rządów drugiego urząd gubernatora Arbeli. Według asyryjskich list i kronik eponimów dwukrotnie, w 776 i 759 r. p.n.e., pełnił również urząd limmu (eponima). W trakcie wykopalisk w Aszur odnaleziono należącą do niego pieczęć cylindryczną, na której umieszczona była następująca inskrypcja:
„Bogini Guli, swej pani, Pan-Aszur-lamur, gubernator Aszur (LÚ.GAR.KUR Bal-tilki) dedykował (tą pieczęć) za życie Adad-nirari, króla Asyrii, (i za) swe własne życie”